# 이라무장 무라지
이라무장 무라지(중국어: 衣拉木江·木拉吉, 병음: Yīlāmùjiāng Mùlājí, 한자음: 의랍목강·목랍길, 1969년~) 또는 일함잔 무라즈(위구르어: ئىلامجان مۇراج)는 중화인민공화국의 크로스컨트리 스키 선수, 지도자이다. 위구르족으로 크로스컨트리 스키 선수 디니거얼 이라무장의 아버지이다. 

## 경력
이라무장 무라지는 1969년 신장 위구르 자치구 아러타이의 위구르족 가정에서 태어났다. 1980년대부터 크로스컨트리 스키 선수로 활동했으며 1993년에 열린 중화인민공화국 전국 크로스컨트리 스키 선수권 대회에서 3위를 차지했다.
1994년 현역에서 은퇴했고, 이후 2010년에 아러타이 지구 청소년 크로스컨트리스키팀의 초대 감독이 되어 현재까지 크로스컨트리 스키 지도자로 활동하고 있다.
중화인민공화국 베이징에서 열린 2022년 동계 올림픽 당시 중국 크로스컨트리 국가대표팀 감독을 맡았다. 2022년 4월 8일 중국공산당 중앙위원회와 중화인민공화국 국무원으로부터 "2022년 동계 올림픽과 2022년 동계 패럴림픽에 훌륭히 기여한 개인(중국어: 北京冬奥会、冬残奥会突出贡献个人)"으로 선정되었다.

## 개인사
이라무장 무라지는 교사로 일하던 루셴 하티바지(중국어: 茹仙·哈提巴吉, 위구르어: روشەن خاتىۋاجى)와 결혼했고 부부 사이에는 디니거얼 이라무장이라는 딸이 있다. 디니거얼은 아버지를 따라 크로스컨트리 스키 선수로 활동하고 있으며 이라무장은 딸의 코치를 맡고 있다.